# Carroll County, Kentucky
Carroll County är ett administrativt område i delstaten Kentucky, USA. År 2010 hade countyt 10 811 invånare. Den administrativa huvudorten (county seat) är Carrollton. 

## Geografi
Enligt United States Census Bureau så har countyt en total area på 356 km². 337 km² av den arean är land och 18 km² är vatten. 

### Angränsande countyn
- Jefferson County, Indiana - nord
- Switzerland County, Indiana - nordost
- Gallatin County - öst
- Owen County - sydost
- Henry County - syd
- Trimble County - väst